# Natura morta con cipolle
Natura morta con cipolle (Nature morte aux oignons) è un dipinto a olio su tela (66x82 cm) realizzato tra il 1896 ed il 1898 dal pittore Paul Cézanne.
È conservato nel Museo d'Orsay di Parigi.

## Descrizione
Sul bordo di un tavolo si trova un recipiente contenente delle cipolle davanti a una tovaglia bianca, che risalta su un muro grigio e neutro che fa da sfondo uniforme. Delle altre cipolle sono disposte nel lato sinistro della composizione e sono sparse sul tavolo davanti a una bottiglia e un bicchiere. Un coltello di cui praticamente si vede solo il manico è disposto diagonalmente.

## Analisi
Usando la cosiddetta prospettiva rialzata, Cézanne introduce gli oggetti da dei punti di vista diversi, la bottiglia e il fregio del tavolo sono mostrati frontalmente, il bicchiere è visto dall'alto, il piatto trasversalmente, il coltello obliquamente per dare l'illusione della profondità (come aveva già fatto Chardin in precedenza).